# Graafschap Vaudémont
Het graafschap Vaudémont was van 1072 tot 1473 een zelfstandig gebied binnen het Heilige Roomse Rijk.
Vanaf hertog Gerard van Lotharingen was het hertogdom Lotharingen een erfelijk rijksleen. Na zijn dood in 1070 werd hij opgevolgd door zijn oudste zoon Diederik I. Diedriks jongere broer Gerard maakte ook aanspraak op een deel van de erfenis. Voor hem werd in 1072 het graafschap Vaudémont gesticht met goedkeuring van keizer Hendrik IV. 
De band met Lotharingen ging in 1216 verloren, toen graaf Hugo II van Vaudémont de leenheerschappij van het graafschap Bar moest erkennen. In 1314 herstelde het hertogdom Lotharingen zijn greep op Vaudémont. 
De dynastie Lotharingen-Vaudémont stierf in 1348 met graaf Hendrik III uit. Hij werd opgevolgd door de zoon van zijn dochter, Hendrik van Joinville. Hendrik van Joinville werd in 1374 opgevolgd door graaf Peter van Gènève, de echtgenoot van zijn dochter Margaretha. Na de dood van Peter in 1394 hertrouwde Margaretha met Frederik V van Lotharingen, een jongere broer van de regerend hertog Karel II. Hierdoor was het graafschap weer in het bezit gekomen van een zijtak van het hertogelijk huis.
Na het uitsterven van de hoofdtak van het hertogelijk huis Lotharingen in 1473, vielen de hertogdommen Lotharingen en Bar aan graaf René van Vaudémont. Hierdoor kwam er een eind aan de zelfstandigheid van het graafschap. De titel en een aantal heerlijke rechten werden later nog wel aan jongere zonen verleend, maar altijd binnen het staatsverband van Lotharingen. In 1562 gaf hertog Karel III het gebied, uitgebreid met de stad Pont-Saint-Vincent aan zijn oom Nicolaas van Lotharingen-Mercoeur. 

wapen van het eerste grafelijke Huis
wapen van het Huis Joinville
wapen van het huis Lotharingen-Vaudémont